# Luis Brochetón y Muguruza
Pour les articles homonymes, voir Brocheton et Muguruza.
Luis Brochetón y Muguruza, né le 16 octobre 1826 à Saint-Sébastien et mort le 2 mars 1863 à Madrid, est un peintre espagnol. 

## Biographie
Luis Brochetón y Muguruza naît le 16 octobre 1826 à Saint-Sébastien.
Il étudie à l'Académie royale des Beaux-Arts Saint-Ferdinand à Madrid. Il est l'élève d'Antonio Gómez Cros (es) et de Federico de Madrazo y Kuntz.
Il expose entre 1850 et 1863.
Luis Brochetón y Muguruza meurt le 2 mars 1863 à Madrid.